# Калашников Володимир Павлович
Володи́мир Па́влович Кала́шников (нар. 31 липня 1942, Луганськ) — артист розмовного жанру, режисер, педагог. Народний артист України (1996).

## Життєпис
1968 — закінчив Київський інститут театрального мистецтва імені Івана Карпенка-Карого (викладач Леонід Олійник).
1968—2002 — артист розмовного жанру Луганської філармонії.
В його репертуарі — епічні, ліричні та гумористичні твори українських письменників (Т. Шевченка, І. Франка, В. Сосюри, О. Гончара, П. Глазового та ін.).
З 1992 року — викладач Луганського університету.
З 1996 — доцент кафедри української літератури, з 2002 — доцент, з 2004 — професор кафедри культурології та кіно-, телемистецтва Інституту культури і мистецтв Луганського національного університету імені Тараса Шевченка.
2001—2003 — редактор обласної газети «Україна Придінцева».
З 2003 — керівник молодіжного театру класичної та сучасної української поезії «Симфонія душі».
Його поетичні твори увійшли до збірника інтимної лірики українських поетів XX століття «Ладо моє» (ч. 1, 1997), поетичного збірника для дітей та мам «Мамина радість» (2002), виданих у Луганську.
2008 року нагороджений медаллю «За працю і звитягу».

## Постановки
- 2007 — «Зі мною говорила тиша» — концертно-філармонійна програма про події 1932—1933 років (співавтор та режисер-постановник)
- 2009 — «Золоте перо ночі», «Мудре слово Кобзаря»
- 2010 — «Ангелом назавжди», «Весела аудиторія»

## Праці
- Зі словом на Ви: Посібник-хрестоматія. — 1996
- Виховання актора кіно-, телемистецтва: Методичний посібник. — 2003
- Шлях театру: Навчальний посібник. — 2003
- Ти не лукавила зо мною…: Навчальний посібник. — 2004
- Виразне читання: Навчальний посібник. — 2005 (у співавторстві)
- Діалоги для опанування акторською майстерністю: Навчальний посібник. — 2006